# Michele Torelli
Michele Torelli (... – Roma, 7 marzo 1572) è stato un vescovo cattolico italiano.

## Biografia
Era di antica famiglia anagnina, proprietaria del castello di Sgurgola e di molti terreni in località Centocelle. Il 13 novembre 1532 papa Clemente VII lo elesse vescovo di Alife, dopo aver ottenuto una dispensa per essere figlio illegittimo. Fu consacrato vescovo il 27 aprile 1533 dal cardinale Willem Enckenwoirt, vescovo di Tortosa, co-consacrante Bernardino Fumarelli, vescovo di Sulmona e Valva e suo predecessore sulla cattedra alifana.
Papa Paolo III lo trasferì alla diocesi di Anagni il 6 aprile 1541.
Il Torelli, volendo ingrandire il palazzo della sua famiglia presso la chiesa di San Giovanni de Duce, acquistò alcune case diroccate: ne venne fuori uno dei primi palazzi di Anagni e sede vescovile fino ai tempi recenti.
Durante il suo episcopato s’inserisce la dolorosa vicenda dell’arrivo delle milizie di Filippo II e del Duca d’Alba, la fortificazione della città, l’abbattimento della chiesa di Sant'Oliva al Castello, oltre quelle di Sant'Ascenzo, San Nicola, San Domenico e Santo Stefano a Collemammolo. Ne nacque inimicizia tra il Torelli e Torquato Conti e una denuncia alla Sede Apostolica che sospese il vescovo, ma per breve tempo.
Nel febbraio 1556 aveva lasciato la diocesi per risiedere a Roma, dove morì il 7 marzo 1572.

## Genealogia episcopale e successione apostolica
La genealogia episcopale è:
- Cardinale Willem Enckenwoirt
- Vescovo Michele Torelli

La successione apostolica è:
- Vescovo Sancho Díaz de Trujillo (1539)